# Саїд аль-Муфті
Саїд аль-Муфті (араб. سعيد المفتي; 1898 — 25 березня 1989) — йорданський політик, тричі очолював уряд Йорданії.

## Життєпис
Народився в листопаді 1898 року в Аммані, в родині черкеського походження. Закінчив королівську школу в Дамаску. У різні роки обіймав високі урядові посади, в тому числі міністра закордонних справ і прем'єр-міністра.